# Nephrotoma hypocrites
Nephrotoma hypocrites is een tweevleugelige uit de familie langpootmuggen (Tipulidae). De soort komt voor in het Oriëntaals gebied.